# 阿里山線柱蘭
阿里山線柱蘭（学名：Zeuxine reflexa）为蘭科線柱蘭屬下的一个种。

## 扩展阅读
- 維基物種上的相關：阿里山線柱蘭